# Kwakowo (województwo zachodniopomorskie)
Kwakowo (niem. Alt Quackow) – osada w Polsce położona w województwie zachodniopomorskim, w powiecie szczecineckim, w gminie Szczecinek.